# Russula parvovirescens
Russula parvovirescens é um fungo que pertence ao gênero de cogumelos Russula na ordem Russulales. A espécie foi descrita cientificamente em 2006.